# Jewett (Texas)
Jewett ist eine Stadt im Leon County im US-Bundesstaat Texas in den Vereinigten Staaten. Das U.S. Census Bureau hat bei der Volkszählung 2020 eine Einwohnerzahl von 793 ermittelt.

## Geografie
Die Stadt liegt am Highway 79 und der Farm Road 39 in der nordwestlichen Ecke des Countys, im mittleren Osten von Texas und hat eine Gesamtfläche von 5,4 km², wovon 0,1 km² Wasserfläche ist.

## Geschichte
Der Ort wurde 1871 durch die International Railroad Company gegründet und benannt nach Henry J. Jewett, einem damals prominenten Richter und Politiker.

## Demografische Daten
Nach der Volkszählung im Jahr 2000 lebten hier 861 Menschen in 333 Haushalten und 223 Familien. Die Bevölkerungsdichte betrug 161,4 Einwohner pro km². Ethnisch betrachtet setzte sich die Bevölkerung zusammen aus 75,15 % weißer Bevölkerung, 7,67 % Afroamerikanern, 0,00 % amerikanischen Ureinwohnern, 0,00 % Asiaten, 0,00 % Bewohnern aus dem pazifischen Inselraum und 14,87 % aus anderen ethnischen Gruppen. Etwa 2,32 % waren gemischter Abstammung und 23,58 % der Bevölkerung waren spanischer oder lateinamerikanischer Abstammung.
Von den 333 Haushalten hatten 38,1 % Kinder unter 18 Jahre, die im Haushalt lebten. 47,1 % davon waren verheiratete, zusammenlebende Paare. 14,4 % waren allein erziehende Mütter und 33,0 % waren keine Familien. 30,0 % aller Haushalte waren Singlehaushalte und in 14,4 % lebten Menschen, die 65 Jahre oder älter waren. Die Durchschnittshaushaltsgröße betrug 2,59 und die durchschnittliche Größe einer Familie belief sich auf 3,22 Personen.
31,6 % der Bevölkerung waren unter 18 Jahre alt, 10,1 % von 18 bis 24, 27,4 % von 25 bis 44, 18,7 % von 45 bis 64, und 12,2 % die 65 Jahre oder älter waren. Das Durchschnittsalter war 31 Jahre. Auf 100 weibliche Personen aller Altersgruppen kamen 94,8 männliche Personen. Auf 100 Frauen im Alter von 18 Jahren und darüber kamen 87,6 Männer.
Das jährliche Durchschnittseinkommen eines Haushalts betrug 26.250 USD, das Durchschnittseinkommen einer Familie 33.500 USD. Männer hatten ein Durchschnittseinkommen von 31.667 USD gegenüber den Frauen mit 20.347 USD. Das Prokopfeinkommen betrug 17.469 USD. 26,4 % der Bevölkerung und 21,4 % der Familien lebten unterhalb der Armutsgrenze. Davon waren 29,7 % Kinder und Jugendliche unter 18 Jahren und 21,0 % waren 65 oder älter.